# Krzysztof Stroiński

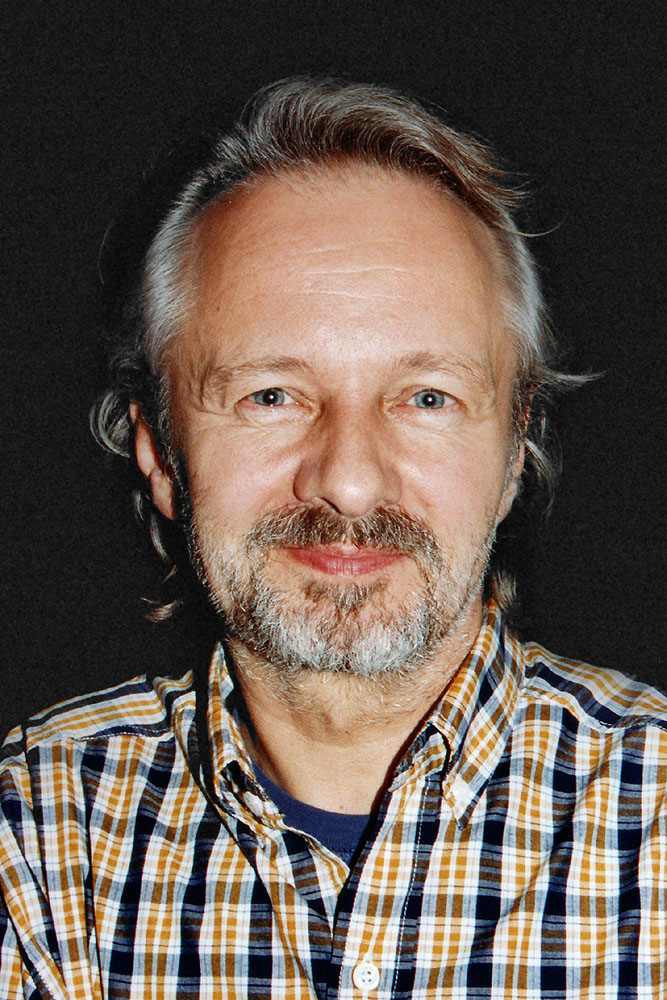
Krzysztof Stroiński

Krzysztof Stroinski (* 9. Oktober 1950 in Pszczyna) ist ein polnischer Schauspieler.

## Leben
Im Jahr 1972 absolvierte Stroiński die Schauspielfakultät der Staatlichen Hochschule für Film, Fernsehen und Theater in Łódź. Das erste Theater, für das er in den Jahren 1972–1973 arbeitete, war das Ludwik-Solski-Theater in Tarnów. Im Jahr 1978 wechselte er an das Stefan-Jaracz-Theater Łódź. Seit 1979 ist er an Warschauer Bühnen: Komödie (1979–1981), Dramatisches Theater Warschau (1981–1984), Neues Theater (1988–1989), Teatr Powszechny (ab 1990) und Studio-Theater (Gast).
Große Popularität erlangte er durch Rollen in Fernsehserien, vor allem von Leszek Gorecki und Michael Lindner.
Im Jahre 1977 erhielt er auf dem Festival des polnischen Fernsehens in Olsztyn eine Auszeichnung. 1980 spielte er die Rolle des Heiner in der DDR-Fernsehserie Archiv des Todes.
In den Jahren 1992 bis 1994 war Stroiński Schauspieler am Olga-Lipińska-Kabarett, wo er die Rolle des Leiters der „KABA 3“ spielte.

## Filmografie (Auswahl)
- 1970: Der Ring der Fürstin Anna (Pierścień księżnej Anny)
- 1980: Archiv des Todes
- 1989: 300 Meilen bis zum Himmel (300 mil do nieba)
- 1995: Die Karwoche (Wielki tydzień)
- 1997: Liebesgeschichten (Historie miłosne)
- 2008: Der Riss (Rysa)
- 2011: Der Tod im Kreis (Uwikłanie)
- 2015: Anatomie des Bösen (Anatomia zla)